# Kolhymamnicola
Kolhymamnicola is een geslacht van weekdieren uit de klasse van de Gastropoda (slakken).

## Soorten
- Kolhymamnicola kolhymensis (Starobogatov & Streletzkaja, 1967)
- Kolhymamnicola miyadii (Habe, 1942)
- Kolhymamnicola ochotica Zatravkin & Bogatov, 1988
- Kolhymamnicola wasiliewae Zatravkin & Bogatov, 1988